# Inpex
INPEX Corporation er et japansk olie- og gasselskab, der blev etableret i februar 1966 som North Sumatra Offshore Petroleum Exploration Co., Ltd.
Inpex har projekter i Japan, Australien og Indonesien. I Japan den primære aktivitet Minami-Nagaoka gafeltet i Niigata-præfekturet.